# 안테리보

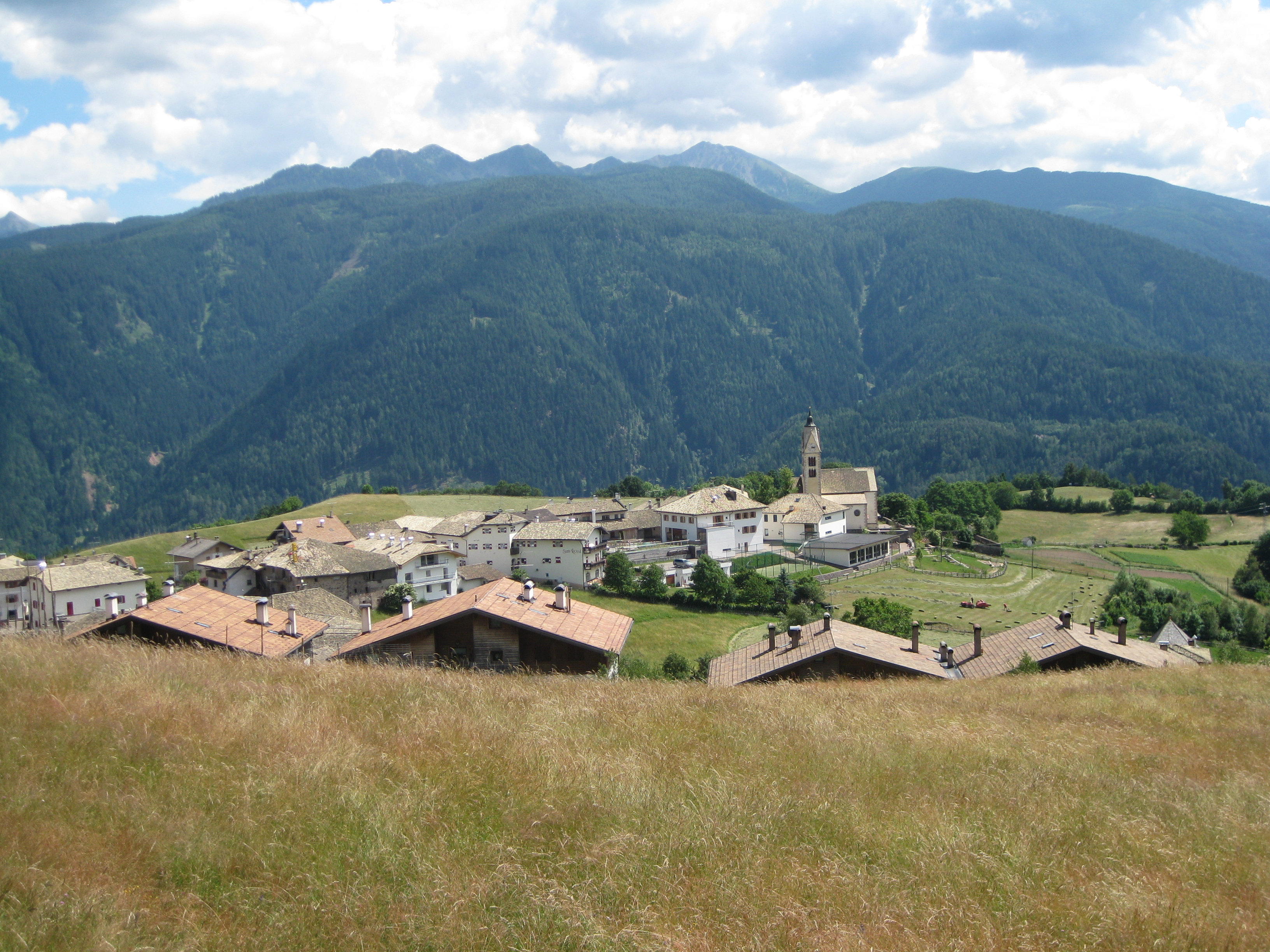

안테리보(이탈리아어: Anterivo, 독일어: Altrei)는 인구 387명의 이탈리아 트렌티노알토아디제주 볼차노도 코무네 중의 하나이다.